# Achaea xanthoptera
Achaea xanthoptera is een vlinder van de familie van de spinneruilen (Erebidae). De wetenschappelijke naam van deze soort is voor het eerst voorgesteld als Ophiusa xanthoptera door George Francis Hampson in een publicatie uit 1910.
De soort komt voor in tropisch Afrika waaronder Gambia, Sierra Leone, Nigeria, Centraal Afrikaanse Republiek, Congo-Brazzaville, Oeganda, Kenia, Rwanda, Zambia, Malawi, Mozambique, Zimbabwe en Zuid-Afrika.